# Maria Àngela Pujol Solanellas
Maria Àngela Pujol Solanellas (Reus, 2 de juny de 1911 - 2 de maig de 1979) va ser una pedagoga catalana.

## Biografia
Era la petita de cinc germans i als quatre anys va quedar òrfena de pare. Dues de les seves germanes, la Dolors i l'Elisa, van ser bibliotecàries. Va estudiar batxillerat a Reus i va fer carrera de Ciències Exactes a Barcelona; el 1934 es va casar amb el professor de matemàtiques Josep Maria Planas i es van traslladar a Saragossa on ell havia guanyat càtedra (sent el catedràtic més jove de l'estat espanyol). Durant la guerra Josep Maria Planas va ser enviat al front d'Osca com a cap de comunicacions dels nacionals i fou acusat de passar informació als republicans, cosa que no era certa. El van afusellar després d'un judici sumaríssim, abans de descobrir-se que no havia estat ell. Maria Àngela va quedar vídua amb un fill i embarassada. El 1939 es va traslladar a Barcelona amb la família del marit i va exercir com a professora de matemàtiques a l'Institut Verdaguer i després (1941) va guanyar plaça a Logronyo, que va poder bescanviar amb la de Reus (el que l'havia obtingut preferia Logronyo). El 1961 va assolir la direcció de l'únic Institut local, llavors anomenat Gaudí, on s'enfrontà amb problemes com la saturació de l'edifici, que era un antic convent reconvertit en centre d'ensenyament, i va aconseguir de l'ajuntament un espai de nova construcció de dues plantes, que convertí en la secció delegada de l'Institut, inaugurada el curs 1967-1968, on a més s'hi van instal·lar un menjador pels estudiants, a l'espera de què el Ministeri en construís un de nou. Va gestionar amb les empreses comarcals de transport uns nous horaris per tal de fer-los coincidir amb els horaris de les classes. El 1967 va aconseguir la introducció de l'ensenyament de la llengua catalana a l'Institut, en aplicar una disposició legal acabada de publicar. El curs 1969-1970 va implantar el batxillerat nocturn, tant per joves treballadors com per adults. Maria Àngela Pujol va renunciar voluntàriament al seu càrrec de directora a l'octubre de 1971, sembla que per motius de salut, però participà activament en la inauguració el curs 1972-1973 del nou Institut Gaudí, situat al barri Gaudí. El 1977 es va jubilar i va morir el maig de 1979.
La ciutat de Reus li ha dedicat un carrer